# دييغو طور
دييغو طور (بالدنماركية: Diego Tur)‏ هو لاعب كرة قدم دنماركي في مركز قلب الدفاع، ولد في 3 أكتوبر 1971 في كوبنهاغن في مملكة الدنمارك. شارك مع منتخب الدنمارك تحت 19 سنة لكرة القدم ومنتخب الدنمارك تحت 21 سنة لكرة القدم. أما مع النوادي، فقد لعب مع بولدكلوبن فرم ونادي أوبه ونادي بولدكلوبين 1903 ونادي كوبنهاغن.